# كلايتون ميرفي
كلايتون ميرفي (بالإنجليزية: Clayton Murphy)‏ هو عداء المسافات المتوسطة أمريكي، ولد في 26 فبراير 1995 في نيو باريس في الولايات المتحدة.

## وصلات خارجية
- كلايتون ميرفي على موقع الاتحاد الدولي لألعاب القوى (الإنجليزية)
- كلايتون ميرفي على موقع الاتحاد الأمريكي لسباقات المضمار والميدان (الإنجليزية)
- كلايتون ميرفي على موقع الدوري الماسي (الإنجليزية)
- كلايتون ميرفي على موقع TFRRS.org (الإنجليزية)
- كلايتون ميرفي على موقع اللجنة الأولمبية الدولية (الإنجليزية)
- كلايتون ميرفي على موقع أوليمبيديا (الإنجليزية)
- كلايتون ميرفي على موقع اللجنة الأولمبية والبارالمبية الأمريكية (الإنجليزية)